# 443 Photographica
443 Photographica là một tiểu hành tinh ở vành đai chính. Nó đưọoc xếp loại tiểu hành tinh kiểu S.
Tiểu hành tinh này do Max Wolf và A. Schwassmann phát hiện ngày 17.2.1899 ở Heidelberg và được đặt theo tên tiếng Latinh Photographica nghĩa việc chụp hình.